# Neurochirurgie
Die Neurochirurgie (zu altgriechisch νεῦρον neũron „Nerv“) ist ein aus der Chirurgie und der Neurologie hervorgegangenes Fach und beschäftigt sich mit der Erkennung und mit der operativen Behandlung von Erkrankungen, Fehlbildungen und (Folgen von) Verletzungen und anderen Schädigungen des zentralen und peripheren Nervensystems. Hierzu gehören auch entsprechende Voruntersuchungen, konservative Behandlungsverfahren und die Rehabilitation.

## Geschichte der Neurochirurgie

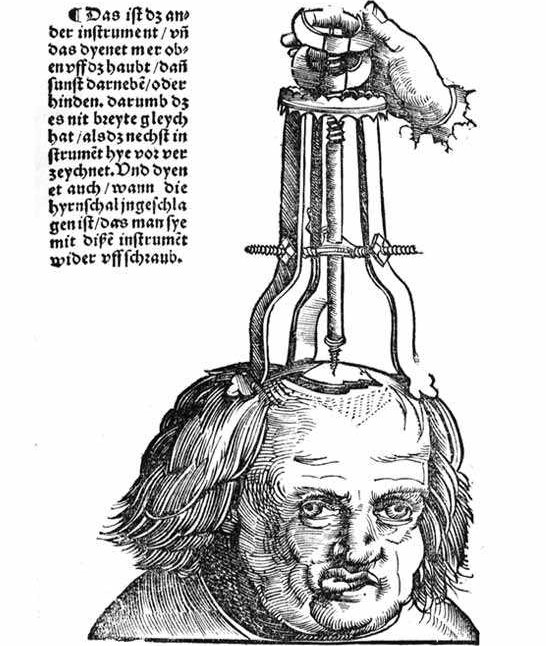
Historische Darstellung: Hebung einer Schädelimpressionsfraktur; Holzschnitt aus Hans von Gersdorffs Feldbuch der Wundarzney, 1517

Erste neurochirurgische Operationen in Form von (erfolgreichen, d. h. wieder ausgeheilten) Schädeleröffnungen (Kraniotomien bzw. Schädeltrepanationen) wurden schon für die Jungsteinzeit anhand von Skelettfunden bewiesen.
Erstmals exakt dokumentiert wurden neurochirurgische Operationsverfahren in dem Werk Chirurgiae libri septem, das Giovanni Andrea della Croce (1514–1575) verfasste und 1573 in Venedig erschienen ist. Als früher Verfasser neurochirurgischer Schriften gilt auch Andrés Alcázar (* um 1490), der 1575 De vulneribus capitis, eine Abhandlung über Kopfverletzungen publizierte. Grundlegend für die spätere Neurochirurgie war auch Vesals eingehenden Beschreibung des Ventrikelsystems des menschlichen Gehirns. Die moderne Neurochirurgie konnte sich erst in der zweiten Hälfte des 19. Jahrhunderts entwickeln, als unter anderem Asepsis, verbesserte Blutstillungsmethoden und Anästhesieverfahren eingeführt wurden. Um die Hirnchirurgie (Operationen am Gehirn) erwarb sich von 1896 bis 1899 Rudolf Ulrich Krönlein besondere Verdienste mit seinen Untersuchungen über Schusswirkungen auf Schädel und Gehirn. Eingriffe am Gehirn erfolgten zunächst mit Inhalationsanästhetika und Morphin. Bis sich die Intubationsnarkose durchgesetzt hatte, wurden zur Vermeidung der Narkosenebenwirkungen (Hirndrucksteigerung, Atem- und Kreislaufdepression) – etwa von Lothar Heidenhain (1901) und Thierry de Martel (1926) – zunehmend Eingriffe in örtlichen Betäubung (mit Lokalanästhetika wie Kokain) angewandt. Anfang des 20. Jahrhunderts „stellte die Hirnchirurgie in Deutschland kein eigenständiges Fach dar“ auch wenn viele namhafte Chirurgen wie Ferdinand Sauerbruch und Nicolai Guleke sich bereits an Schädeleingriffe gewagt hatten; „in den USA war die Spezialisierung viel weiter fortgeschritten“.
Der amerikanische Chirurg Harvey Cushing (1869–1939) war einer der ersten und bedeutendsten Neurochirurgen und entwickelte viele neue Techniken der Neurochirurgie während seiner Tätigkeit in Baltimore und Boston. Er förderte ab etwa 1905 die Hirnchirurgie und konnte die Mortalität hirnchirurgischer Eingriffe bis 1931 nach mehreren Misserfolgen und für die Patienten tödlich endenden Versuchen von 90 % auf 7 % senken. Er entwickelte die Neurochirurgie systematisch fort und gilt als Begründer der modernen Neurochirurgie. Auf ihn gehen auch zahlreiche noch heute verwendete spezielle chirurgische Instrumente zurück. Weitere Pioniere der modernen Hirn- und Rückenmarkschirurgie waren der Amerikaner Walter Edward Dandy und der Schwede Herbert Olivecrona. In Deutschland verhalf der Chirurg Wilhelm Tönnis dem Fach Neurochirurgie zur Selbständigkeit. Er war Assistent von Fritz König und von diesem zur Weiterbildung zu Olivecrona geschickt worden. Für Tönnis richtete König in Würzburg dann 1936 die erste eigenständige neurochirurgische Abteilung Deutschlands ein. Das von Tönnis 1936 begründete Zentralblatt für Neurochirurgie war bis 1943 die einzige Fachzeitschrift für Neurochirurgie. Bis in die 1960er Jahre wurden durch Unfälle bedingte Hirnblutungen wie Subduralhämatome meist von Allgemeinchirurgen mittel Trepanation versorgt. In den 1970er Jahren wurde die Neurochirurgie in ganz Deutschland ein eigenes Fachgebiet.

## Neurochirurgie in einzelnen Ländern

### Deutschland
Um in Deutschland als Facharzt für Neurochirurgie tätig zu werden, bedarf es nach erfolgreich abgelegtem Medizinstudium mindestens einer sechsjährigen Weiterbildungszeit. Davon müssen 6 Monate in der intensivmedizinischen Versorgung neurochirurgischer Patienten abgeleistet werden. 12 Monate Weiterbildung können in anderen Gebieten erfolgen.
Für den genauen Modus der Facharztweiterbildung ist die jeweilige Landesärztekammer zuständig.

### Schweiz
Um in der Schweiz Neurochirurg zu werden, muss eine sechsjährige, in zwei Etappen geteilte Weiterbildung absolviert werden.
- 1 Jahr in einem nicht-neurochirurgischen Fach („Fremdjahr“): Allgemeine Chirurgie oder chirurgische Sub-Spezialität (mit Ausnahme der Neurochirurgie) mit Teilnahme am allgemein-chirurgischen Notfalldienst, Orthopädie, Kieferchirurgie, HNO, Neurologie, Neuroradiologie, Neuroanatomie, Neuropathologie, klinische oder experimentelle Neurophysiologie, experimentelle Chirurgie.
- 5 Jahre Neurochirurgie, wobei der Ausbildungsort mindestens einmal für ein Jahr gewechselt werden muss.

Im Jahr 2006 waren in der Schweiz 99 Neurochirurgen registriert, davon 51 Ärzte mit Praxistätigkeit.

### USA
Um in den Vereinigten Staaten als neurosurgeon tätig zu werden, bedarf es einer siebenjährigen Assistenzzeit (residency).
- 1 Jahr Praktikum (internship) in Allgemeinchirurgie und auf anderen chirurgischen Abteilungen rotierend
- 6 Jahre Neurochirurgie

### Kanada
Um in Kanada neurosurgeon zu werden, muss eine sechsjährige, in zwei Etappen geteilte Weiterbildung absolviert werden.
- 2 Jahre chirurgische Physiopathologie und chirurgische Grundlagen
- 4 Jahre Neurochirurgie

## Weitere bedeutende Neurochirurgen
- Alfred Washington Adson
- Charles Alfred Ballance
- Ernst von Bergmann
- Harvey Cushing
- Gazi Yaşargil
- Anton Eiselsberg
- Otfrid Foerster
- Rickman Godlee
- Victor Horsley
- Sofia Ionescu
- Fedor Krause
- Thierry de Martel
- Wilder Penfield
- Wilhelm Tönnis
- Henry T. Wycis